# Дупко Ельвіра Павлівна
Ельвіра Павлівна Дупко (18 серпня 1941, село Вільховиця, тепер Мукачівського району Закарпатської області — 8 липня 2021, місто Свалява Закарпатської області) — українська радянська діячка, полірувальниця меблів Свалявського лісокомбінату Закарпатської області. Депутат Верховної Ради УРСР 7-9-го скликань.

## Біографія
У 1955—1959 роках — листоноша колгоспу «1 Травня» Мукачівського району Закарпатської області.
У 1959—1961 роках — полірувальниця Чинадіївського деревообробного комбінату Закарпатської області.
З 1961 року — полірувальниця меблів Свалявського лісокомбінату імені 50-річчя Великої Жовтневої соціалістичної революції Закарпатської області.
Освіта вища.
Потім — на пенсії в місті Сваляві Закарпатської області.
Померла 8 липня 2021 року в Сваляві.

## Нагороди
- ордени
- медалі